# Dill City
Dill City és un poble dels Estats Units a l'estat d'Oklahoma. Segons el cens del 2000 tenia 526 habitants.

## Demografia
Segons el cens del 2000, Dill City tenia 526 habitants, 209 habitatges, i 161 famílies. La densitat de població era de 369,3 habitants per km².
Dels 209 habitatges en un 31,6% hi vivien nens de menys de 18 anys, en un 63,2% hi vivien parelles casades, en un 10% dones solteres, i en un 22,5% no eren unitats familiars. En el 21,5% dels habitatges hi vivien persones soles el 12% de les quals corresponia a persones de 65 anys o més que vivien soles. El nombre mitjà de persones vivint en cada habitatge era de 2,52 i el nombre mitjà de persones que vivien en cada família era de 2,91.
Per edats la població es repartia de la següent manera: un 25,5% tenia menys de 18 anys, un 7,4% entre 18 i 24, un 24,7% entre 25 i 44, un 18,3% de 45 a 60 i un 24,1% 65 anys o més.
L'edat mediana era de 40 anys. Per cada 100 dones de 18 o més anys hi havia 95 homes.
La renda mediana per habitatge era de 22.917 $ i la renda mediana per família de 26.500 $. Els homes tenien una renda mediana de 23.125 $ mentre que les dones 14.545 $. La renda per capita de la població era d'11.558 $. Entorn del 17,1% de les famílies i el 21,1% de la població estaven per davall del llindar de pobresa.

## Poblacions més properes
El següent diagrama mostra les poblacions més properes.